# 潘特利茨
潘特利茨是德国梅克伦堡-前波美拉尼亚州的一个市镇。总面积14.41平方公里，总人口741人，其中男性395人，女性346人（2011年12月31日），人口密度51人/平方公里。